# Kristin Scott Thomas
Dame Kristin Ann Scott Thomas (Redruth, 24 maggio 1960) è un'attrice, regista e sceneggiatrice britannica naturalizzata francese, attiva in campo cinematografico, teatrale e televisivo.
Ha ricevuto una candidatura all'Oscar alla migliore attrice e ai Golden Globe per la sua interpretazione nel film Il paziente inglese e una seconda candidatura ai Golden Globe, vincendo agli European Film Award per Ti amerò sempre. Ha inoltre vinto un Premio BAFTA alla migliore attrice non protagonista per il film Quattro matrimoni e un funerale.

## Biografia
Nata a Redruth, in Cornovaglia, la sua non è stata un'infanzia molto felice: ha soltanto cinque anni quando suo padre Simon Scott Thomas (pilota della Fleet Air Arm, l'aviazione della Royal Navy) perde la vita in un incidente aereo. Soltanto sei anni dopo, la stessa sorte toccherà al secondo marito di sua madre, anch'egli pilota. Kristin è la maggiore di cinque figli (i fratelli sono Ben, Samantha, Serena) e negli anni dell'adolescenza aiuta la madre, Deborah Hurlbatt, a crescere i fratelli. Frequenta il Cheltenham Ladies College, ma si ritira dagli studi e lavora in un centro commerciale a Hampstead, Londra. Lì, successivamente, frequenta un corso per insegnanti alla Central School of Speech and Drama, ma l'esperienza non va a buon fine.
A diciannove anni si iscrive a un corso di arte drammatica, ma con risultati poco brillanti, tanto che l'insegnante le consiglia di abbandonare l'idea di diventare attrice, sottolineandone l'assenza di talento. Decide così di trasferirsi a Parigi, dove lavora come ragazza alla pari. Qui non abbandona il suo sogno: decide di provare ancora la carriera artistica e si iscrive all'École nationale supérieure des arts et techniques du théâtre di Parigi. Nel 1984 viene scelta per una mini serie tv e inizia a lavorare. Prince la scopre e la vuole nel film Under the Cherry Moon, che sarà il suo primo film. Si dice che ebbe con lui una relazione, lei stessa dichiarò che il cantante scrisse per lei la canzone Better with time. Successivamente, recita in Il matrimonio di Lady Brenda e si alterna nel cinema e nella televisione tra Francia e Regno Unito in una lunga gavetta.
Nel 1994 recita in Quattro matrimoni e un funerale, ruolo che le vale il BAFTA alla migliore attrice non protagonista e diversi premi internazionali. Ormai lanciata verso una carriera sempre più in crescita, si concede un ruolo in Mission: Impossible, per poi recitare in Il paziente inglese: l'interpretazione la consacra definitivamente alla critica e al pubblico. Viene candidata al BAFTA, al Golden Globe, allo Screen Actors Guild Awards e al Premio Oscar. Ormai contesa dai vari registi di Hollywood, recita per Robert Redford in L'uomo che sussurrava ai cavalli e per Sydney Pollack in Destini incrociati. Sebbene tutto vada per il meglio, per la Scott Thomas si presenta un bivio: rimanere a Hollywood e accettare grandi film o tornare in Europa, dedicandosi alla famiglia e a film più indipendenti. Sceglie la seconda strada e, naturalizzata francese, torna a lavorare con uno stile di vita più sobrio.
Nel 2002 recita in Gosford Park di Robert Altman, nel 2004 nel francese Arsenio Lupin, in La famiglia omicidi e si ritaglia una piccola parte in Una top model nel mio letto. Nel 2008 interpreta L'altra donna del re, ma torna a far parlare di sé per il film francese Ti amerò sempre, grazie al quale ottiene nuovamente l'acclamazione internazionale e viene candidata per la seconda volta ai Golden Globe come miglior attrice in un film drammatico, ai BAFTA e ai César nella stessa categoria. Nel 2009 è interprete di L'amante inglese al fianco di Sergi López e l'anno seguente di La chiave di Sara; entrambe le performance le fanno ottenere altre due candidature ai César. Nel 2013 è a Cannes con Solo Dio perdona di Nicolas Winding Refn.
Nel 2018 interpreta la spietata agente di Trinity Ana Miller nel film reboot Tomb Raider.

## Vita privata
Durante il soggiorno parigino incontra il medico ostetrico François Oliviennes, con il quale si sposa nel 1987. Da questa unione sono nati tre figli: Hannah (1988), Joseph (1991) e George (2000). I due divorziano nel 2005.
Nel 2019 si è legata al giornalista John Micklethwait che ha poi sposato nel settembre 2024.

## Filmografia

### Attrice

#### Cinema
- Under the Cherry Moon, regia di Prince (1986)
- Agent trouble - L'ultima corsa (Agent trouble), regia di Jean-Pierre Mocky (1987)
- Il matrimonio di Lady Brenda (A Handful of Dust), regia di Charles Sturridge (1988)
- Forza maggiore (Force majeure), regia di Pierre Jolivet (1989)
- Un amore dannato (Bille en tête), regia di Carlo Cotti (1989)
- Mio caro dottor Gräsler, regia di Roberto Faenza (1990)
- Aux yeux du mond, regia di Éric Rochant (1990)
- Luna di fiele (Bitter Moon), regia di Roman Polański (1992)
- Quattro matrimoni e un funerale (Four Weddings and a Funeral), regia di Mike Newell (1994)
- Un'estate indimenticabile (Un été inoubliable), regia di Lucian Pintilie (1994)
- Il confessionale (Le confessionnal), regia di Robert Lepage (1995)
- Riccardo III (Richard III), regia di Richard Loncraine (1995)
- Angeli e insetti (Angels and Insects), regia di Philip Haas (1995)
- Mission: Impossible, regia di Brian De Palma (1996)
- Il paziente inglese (The English Patient), regia di Anthony Minghella (1996)
- L'uomo che sussurrava ai cavalli (The Horse Whisperer), regia di Robert Redford (1998)
- Amori e vendette (The Revengers' Comedies), regia di Alan Mowbray (1998)
- Destini incrociati (Random Hearts), regia di Sydney Pollack (1999)
- Una notte per decidere (Up at the Villa), regia di Philip Haas (2000)
- Gosford Park, regia di Robert Altman (2001)
- L'ultimo sogno (Life as a House), regia di Irwin Winkler (2001)
- Piccoli tradimenti (Petites coupures), regia di Pascal Bonitzer (2003)
- Arsenio Lupin, regia di Jean-Paul Salomé (2004)
- Man to Man, regia di Régis Wargnier (2005)
- Chromophobia, regia di Martha Fiennes (2005)
- La famiglia omicidi (Keeping Mum), regia di Niall Johnson (2005)
- Una top model nel mio letto (La doublure), regia di Francis Veber (2006)
- Non dirlo a nessuno (Ne le dis à personne), regia di Guillaume Canet (2006)
- The Walker, regia di Paul Schrader (2007)
- 2 Alone in Paris (Seuls Two), regia di Ramzy Bedia e Eric Judor (2008)
- Ti amerò sempre (Il y a longtemps que je t'aime), regia di Philippe Claudel (2008)
- L'altra donna del re (The Other Boleyn Girl), regia di Justin Chadwick (2008)
- Un matrimonio all'inglese (Easy Virtue), regia di Stephan Elliott (2008)
- Largo Winch, regia di Jérôme Salle (2008)
- I Love Shopping (Confessions of a Shopaholic), regia di P. J. Hogan (2009)
- L'amante inglese (Partir), regia di Catherine Corsini (2009)
- Nowhere Boy, regia di Sam Taylor-Wood (2009)
- La chiave di Sara (Elle s'appelait Sarah), regia di Gilles Paquet-Brenner (2010)
- Contre Toi (In Your Hands), regia di Lola Doillon (2010)
- La Femme du Vème, regia di Paweł Pawlikowski (2011)
- Il pescatore di sogni (Salmon Fishing in the Yemen), regia di Lasse Hallström (2011)
- Bel Ami - Storia di un seduttore (Bel Ami), regia di Declan Donnellan e Nick Ormerod (2012)
- Nella casa (Dans la maison), regia di François Ozon (2012)
- Solo Dio perdona (Only God Forgives), regia di Nicolas Winding Refn (2013)
- Avant l'hiver, regia di Philippe Claudel (2013)
- The Invisible Woman, regia di Ralph Fiennes (2013)
- My Old Lady, regia di Israel Horovitz (2014)
- Suite francese (Suite française), regia di Saul Dibb (2014)
- L'ora più buia (Darkest Hour), regia di Joe Wright (2017)
- The Party, regia di Sally Potter (2017)
- Tomb Raider, regia di Roar Uthaug (2018)
- Nelle tue mani (Au bout des doigts), regia di Ludovic Bernard (2018)
- La sfida delle mogli (Military Wives), regia di Peter Cattaneo (2019)
- Rebecca, regia di Ben Wheatley (2020)
- Il quinto set (Cinquième set), regia di Quentin Reynaud (2020)
- Amiche alle Cicladi (Les Cyclads), regia di Marc Fitoussi (2022)
- North Star, regia di Kristin Scott Thomas (2023)

#### Televisione
- Il decimo uomo (The Tenth Man), regia di Jack Gold - film TV (1988)
- Spymaker: la vita segreta di Ian Fleming (The Secret Life of Ian Fleming), regia di Ferdinand Fairfax - film TV (1990)
- Artisti della truffa (Framed), regia di Dean Parisot - film TV (1990)
- Omicidio a circuito chiuso (Weep No More My Lady), regia di Michael Adrieu - film TV (1992)
- I viaggi di Gulliver (Gulliver's Travels), regia di Charles Sturridge – miniserie TV (1996)
- Fleabag – serie TV (2019)
- Slow Horses – serie TV (2022-in corso)

### Regista
- North Star (2023)

### Sceneggiatrice
- North Star (2023)

### Doppiatrice
- La bussola d'oro (The Golden Compass), regia di Chris Weitz (2007)

## Teatro
- La Lune déclinante sur 4 ou 5 personnes qui dansent di Marcel Bozonnet. Festival de Semur en Auxois, Semur-en-Auxois (1984)
- Terre étrangère di Arthur Schnitzler, regia di Luc Bondy. Théâtre Nanterre-Amandiers, Nanterre (1984)
- Naïves Hirondelles di Roland Dubillard. Festival d'Avignone (1984)
- Yes, peut-être di Marguerite Duras, regia di Marcel Bozonnet (1988)
- Bérénice di Racine, regia di Lambert Wilson, Festival d’Avignon (2001)
- Tre sorelle di Anton Čechov, regia di Michael Blakemore. Playhouse Theatre di Londra (2003)
- Come tu mi vuoi di Luigi Pirandello, regia di Jonathan Kent. Playhouse Theatre di Londra (2005)
- Il gabbiano di Anton Čechov, regia di Ian Rickson. Royal Court Theatre di Londra (2007), Walter Kerr Theatre di Broadway (2008)
- Tradimenti di Harold Pinter, regia di Ian Rickson. Harold Pinter Theatre di Londra (2011)
- Vecchi tempi di Harold Pinter, regia di Ian Rickson. Harold Pinter Theatre di Londra (2013)
- Elettra di Sofocle, regia Ian Rickson. Old Vic di Londra (2014)
- The Audience di Peter Morgan, regia di Stephen Daldry. Apollo Theatre di Londra (2015)
- Hand of God di Alan Bennett, regia di Jonathan Kent. Bridge Theatre di Londra (2020)
- Lyonesse di Penelope Skinner, regia di Ian Rickson. Harold Pinter Theatre di Londra (2023)

## Riconoscimenti
- Premio Oscar
  - 1997 – Candidatura alla miglior attrice per Il paziente inglese
- Golden Globe
  - 1997 – Candidatura alla migliore attrice in un film drammatico per Il paziente inglese
  - 2009 – Candidatura alla migliore attrice in un film drammatico per Ti amerò sempre
- BAFTA
  - 1995 – Migliore attrice non protagonista per Quattro matrimoni e un funerale
  - 1997 – Candidatura alla migliore attrice protagonista per Il paziente inglese
  - 2009 – Candidatura alla migliore attrice protagonista per Ti amerò sempre
  - 2010 – Candidatura alla migliore attrice non protagonista per Nowhere Boy
  - 2018 – Candidatura alla migliore attrice non protagonista per L'ora più buia
- British Independent Film Awards
  - 2008 – Candidatura alla migliore attrice non protagonista per Un matrimonio all'inglese
  - 2009 – Candidatura alla migliore attrice non protagonista per Nowhere Boy
  - 2013 – Candidatura alla migliore attrice non protagonista per The Invisible Woman
- Premio César
  - 2009 – Candidatura alla migliore attrice per Ti amerò sempre
  - 2010 – Candidatura alla migliore attrice per L'amante inglese
  - 2011 – Candidatura alla migliore attrice per La chiave di Sara
- Critics' Choice Awards
  - 2002 – Miglior cast corale per Gosford Park
- Premio Emmy
  - 2019 – Candidatura alla migliore guest star in una serie commedia per Fleabag
- European Film Awards
  - 2008 – Miglior attrice per Ti amerò sempre
- Evening Standard British Film Awards
  - 1988 – Miglior promessa per Il matrimonio di Lady Brenda
  - 1994 – Miglior attrice per Quattro matrimoni e un funerale
  - 1995 – Miglior attrice per Angeli e insetti
  - 2011 – Miglior attrice per L'amante inglese
  - 2018 – Miglior attrice per The Party
- Florida Film Critics Circle
  - 2002 – Miglior cast per Gosford Park
- Premio Laurence Olivier
  - 2004 – Candidatura alla miglior attrice per Tre sorelle
  - 2008 – Miglior attrice per Il gabbiano
  - 2012 – Candidatura alla miglior attrice per Tradimenti
  - 2013 – Candidatura alla miglior attrice per Vecchi tempi
  - 2015 – Candidatura alla miglior attrice per Elettra
- London Critics Circle Film Awards
  - 2005 – Candidatura alla miglior attrice per La famiglia omicidi
  - 2008 – Miglior attrice per Ti amerò sempre
  - 2009 – Candidatura alla miglior attrice non protagonista per Un matrimonio all'inglese
  - 2011 – Candidatura alla miglior attrice per Nowhere Boy
- Premio Lumière
  - 2011 – Miglior attrice per La chiave di Sara
- National Board of Review Awards
  - 1996 – Miglior attrice non protagonista per Il paziente inglese
- Online Film Critics Society
  - 2002 – Miglior cast per Gosford Park
- Satellite Award
  - 1996 – Candidatura alla migliore attrice per Il paziente inglese
  - 2002 – Miglior cast per Gosford Park
  - 2008 – Candidatura alla migliore attrice per Ti amerò sempre
  - 2010 – Candidatura alla miglior attrice non protagonista per Nowhere Boy
- Screen Actors Guild Award
  - 1997 – Candidatura alla migliore attrice cinematografica per Il paziente inglese
  - 1997 – Candidatura al miglior cast cinematografico per Il paziente inglese
  - 2002 – Miglior cast cinematografico per Gosford Park

## Doppiatrici italiane
Nelle versioni in italiano dei suoi film, Kristin Scott Thomas è stata doppiata da: 
- Emanuela Rossi in L'uomo che sussurrava ai cavalli, Gosford Park, L'ultimo sogno, La famiglia omicidi, Non dirlo a nessuno, The Walker, I Love Shopping, La chiave di Sara, The Invisible Woman, Fleabag, The Party, La sfida delle mogli, Rebecca, Slow Horses
- Roberta Greganti in Riccardo III, Il paziente inglese, Una notte per decidere, Arsenio Lupin, Un matrimonio all'inglese, Largo Winch, Bel Ami - Storia di un seduttore, L'ora più buia, Tomb Raider
- Roberta Paladini in Quattro matrimoni e un funerale, Nowhere Boy, Il pescatore di sogni, Nella casa, La grande truffa
- Roberta Pellini in Piccoli tradimenti, Una top model nel mio letto, L'altra donna del re, Nelle tue mani
- Laura Boccanera in Ti amerò sempre, L'amante inglese, My Old Lady, Suite francese
- Elettra Bisetti in Il matrimonio di Lady Brenda, Mio caro dottor Gräsler
- Barbara Castracane in Amori e vendette, Solo Dio perdona
- Paila Pavese in Under the Cherry Moon
- Isabella Pasanisi in Luna di fiele
- Silvia Tognoloni in Omicidio a circuito chiuso
- Tiziana Avarista in Angeli e insetti
- Anna Rita Pasanisi in Mission: Impossible
- Micaela Esdra in Destini incrociati
- Cinzia De Carolis in Chromophobia
- Alessandra Korompay in Il quinto set
- Giò Giò Rapattoni in Amiche alla Cicladi

Da doppiatrice è sostituita da:
- Cristiana Lionello in La bussola d'oro